# مک‌فدن ۳۰۶۶
سیارک ۳۰۶۶ (به انگلیسی: 3066 McFadden، نامگذاری:1984EO) سه هزار و شصت و ششمین سیارک کشف شده‌است که در ۱ مارس ۱۹۸۴ کشف شد.
قدر مطلق سیارک برابر ۱۱٫۲۰ است.